# 蘇珊·葛倫伯克
蘇珊·葛倫伯克，FBA（英語：Fellow of the British Academy，1954年8月11日—）是劍橋大學的教授，並任劍橋大學家庭研究中心的主持人，    及劍橋大學紐納姆學院院士。 她專門研究新的家庭形式；她的研究結果有助於增進理解家庭對兒童發展的影響，並回答了與家庭生活相關的許多社會及倫理層面的問题。 

## 學歷和私生活
葛倫柏克教授在蘇格蘭格拉斯哥長大，是 Clara 和 Benzion Golombok 的獨生女，曾就讀哈奇森女子學校。 她在1976 於格拉斯哥大学取得心理學學士學位後，在1977年於倫敦大學教育研究院取得兒童發展碩士學位。隨後她在倫敦大學精神病學學院師從Michael Rutter教授，於1982年取得博士學位。
葛倫柏克教授于1979 年和John Rust 教授结婚，兩人的兒子Jamie Rust於1985年誕生。

## 經歷
葛倫柏克教授在精神病学研究所担任的研究職位長達10年，之後她於1987年被任命為倫敦城市大學的心理學講師，在那裡她創立了家庭與兒童心理學研究中心。她於1993年成為家庭與兒童心理學教授。2006年葛倫柏克教授移居劍橋，在創始人Martin Richards 教授退休後赴劍橋大學主持家庭研究，並任家庭研究中心主持人。  2005年她赴任纽约哥倫比亞大學做客座教授；在2019年任加州大学洛杉磯分校威廉姆斯學院特任訪問學者。 

## 研究
葛倫柏克教授創先研究不同的家庭形式，其中包括：女同性戀母親家庭、同性戀父親家庭、自主性單親媽媽，以及通過體外受精 (IVF) 、精子捐贈、卵子捐赠和代孕等輔助生殖技術創造的家庭。 她對1970 年代 女同性戀母親家庭的孩子，和80年代通過輔助生殖技術出生的孩子進行了全球首次的研究。  她的研究挑戰了關於新家庭形式對兒童心理影響的刻板觀念，加深了對兒童發展理論的理解。她提出：與父母的人数、性别、性取向或親緣關係等因素相比，家庭關係的品質和社會背景對兒童心理發展的影響更大。  

## 其研究對政策和立法的影響
葛倫柏克教授的研究為英國及國際上關於新型態家庭的政策和立法提供了新觀點。她多次以專家身分受邀，為相關管理單位提供證詞。她出席過的單位包括荷蘭的國家家庭法委員會、  瑞典政府的代孕調查機構、 英國法律委員會、 和法國國民議會中的生物倫理委員會。 
她在1990年代後期擔任英國政府代孕審查委員會的委員；於2012至2013年擔任納菲爾(Nuffield)委員會生殖細胞捐贈生物倫理工作组的成員；她目前是人類種係基因组编辑臨床使用研究組國際委員會的成員。
她的研究已被许多國家的同性婚姻立法用作證據，包括2015年美國最高法院的裁决。她的研究也在輔助生殖相關的立法程序中被用做參考，例如英国在2008年成立人類受精和胚胎法案，允许同性家長成為通過輔助生殖技術出生的孩子的合法父母，而該法案在2019年通過修正案，幫助單親將長成為由代孕出生的孩子的合法父母。 

## 著作

### 單獨出版著作
- Parenting: What really counts? (Routledge, 2000)
- Modern Families: Parents and Children in New Family Forms (Cambridge University Press, 2015).
- We are Family: what really matters for parents and children (Scribe, 2020)）

### 合作出版著作
- Bottling it Up (Faber & Faber, 1985)
- Gender Development (Cambridge University Press, 1994)
- Modern Psychometrics: The Science of Psychological Assessment (Routledge, 1989)
- Growing up in a Lesbian Family (Guilford, 1997)

## 獲獎經歷
- 《Modern Families》獲英國心理學會2016年學術專刊獎[23]
- 《Modern Families》在2016年美國學術著作獎中獲得榮譽獎[24]